# Sergey Lapochkin
Sergey Sergejevitsj Lapochkin (Russisch: Сергей Сергеевич Лапочкин) (Sint-Petersburg, 28 april 1981) is een Russisch voetbalscheidsrechter. Hij is in dienst van FIFA en UEFA sinds 2013.
Op 18 juli 2013 debuteerde Lapochkin in Europees verband tijdens een wedstrijd tussen FK Ventspils en Jeunesse Esch in de voorronde van de UEFA Europa League. De wedstrijd eindigde op 1–0 en Lapochkin gaf vijf spelers een gele kaart.
Zijn eerste interland floot hij op 2 september 2017 toen Albanië met 2–0 won van Liechtenstein.

## Interlands
| Datum            | Plaats             | Wedstrijd               | Uitslag | Competitie           | Kreeg geel | Kreeg voor de tweede keer geel en dus rood | Weggestuurd |
| ---------------- | ------------------ | ----------------------- | ------- | -------------------- | ---------- | ------------------------------------------ | ----------- |
| 2 september 2017 | Elbasan, Albanië   | Albanië – Liechtenstein | 2 – 0   | WK 2018 kwalificatie | 4          | 0                                          | 0           |
| 6 juni 2018      | Brest, Wit-Rusland | Wit-Rusland – Hongarije | 1 – 1   | Vriendschappelijk    | 3          | 0                                          | 0           |